# Àngela Vilafreser
Àngela Vilafreser (Lluçà,1580 - ?, 1620) va ser una sanadora i llevadora vinculada al Lluçanès que fou condemnada per bruixa. Casada amb Joan Vilafreser, pagès de Santa Maria de Lluçà. També era coneguda com La Vigatana.
Va ser una de les moltes dones acusades de bruixeria al primer quart del segle xvii, concretament entre 1618-1622, moment de màxima efervescència de la persecució. La delicada situació econòmica i social per la qual passava Catalunya necessitava un boc expiatori que expliqués la pertinaç sequera, els aiguats descontrolats, les desastrosses collites o les malalties encomanadisses. El col·lectiu sobre el qual va recaure la culpabilitat era el de les dones grans, generalment vídues, amb algun defecte físic i fetilleres o remeieres.
Àngela Vilafreser era originària de Lluçà (Lluçanès). En casar-se es traslladà a viure a Santa Maria de Lluçà, on el seu marit feia de pagès i on fou detinguda. Era mare d'un fill. Se la relacionava amb el món del curanderisme i la seva feina consistia a fer beuratges i pocions per curar enfits, atacs de feridura i durant un temps va exercir de llevadora, la qual cosa va fer que Joan Verdaguer, pagès de Santa Maria de Lluçà, l'acusés d'infanticidi. Va ser encausada al mateix temps que Joana Pons (Joana la Negra), Rafela Puigcercós i Joana Mateus. El seu procés es va obrir l'1 de març de 1619 a Olost. Va admetre sota tortura tots els càrrecs que les autoritats civils li van voler imputar, fins i tot el de tenir tracte carnal amb el dimoni. Fou sentenciada a morir a la forca el 22 de maig de 1620.